# SN 2006hu
SN 2006hu – supernowa typu Ia odkryta 18 września 2006 roku w galaktyce A033422-0107. W momencie odkrycia miała maksymalną jasność 22,00m.